# Indian Act
Als Indian Act (frz. Loi sur les Indiens) wird ein kanadisches Gesetz von 1876 bezeichnet, das die rechtliche Situation der Indianer – die in Kanada First Nations genannt werden – bis heute zusammenfassend regelt (Erste Vorarbeiten seit 1874, deshalb wird in der Literatur oft auch dieses Jahr für den Indian Act genannt). Das Gesetz ist diskriminierend, da es den Rechtsstatus von First Nations-Angehörigen als deutlich niedriger im Vergleich zu Weißen definiert und Reservate für sie vorsieht, deren Regeln von Weißen bestimmt werden.
Es wurde vom kanadischen Parlament auf Grundlage des Constitution Act von 1867 beschlossen, das der Bundesregierung das ausschließliche Recht verlieh, in Fragen der Indianer und des für Indianer reservierten Landes (in Kanada reserve genannt) zu entscheiden. Das zuständige Organ für die daraus folgenden Regelungen ist das Department of Indian Affairs and Northern Development, eine für Indianerangelegenheiten (und die Entwicklung des Nordens) zuständige Behörde, die seit 2017 von zwei Ministerien geleitet wird. Die zuständigen Ministerinnen sind zugleich Superintendent General, Behördenchefs.
Dieses Indianergesetz bestimmt, wer als Indianer gilt, und wer nicht. Es weist den so definierten Menschen Rechte zu, bzw. schränkt sie ein. Nach der Rechtsprechung des Obersten Gerichtshofs und Section 35 des Constitution Act von 1982 werden allerdings zugleich die meist älteren Rechte aus früheren Verträgen anerkannt. Dazu zählen etwa die mit James Douglas geschlossenen Verträge in British Columbia oder die Numbered Treaties, die überwiegend Ende des 19. Jahrhunderts geschlossen wurden.

## Status-Indianer, Nicht-Status-Indianer
Nur wer namentlich im Indian Register, im Indianerregister, eingetragen ist, genießt Indianerstatus (Indian Status) oder Vertragsstatus (Treaty Status). Doch zahlreiche Indianer sind nicht ins Indianerregister eingetragen, daher heißen sie Non-Status-Indians. Die Liste liegt im Ministerium, doch können die Stämme (bands) nach festzusetzenden Kriterien eine eigene Liste führen, deren Zusammensetzung dem Ministerium übermittelt werden muss. Die Liste der Stämme mit den Zahlen der registrierten Indianer (Status Indians), gegliedert nach den Wohnorten (im eigenen Reservat, in einem anderen oder außerhalb der Reservate, oder aber auf Kronland), nach Geschlecht und mit weiteren Daten versehen, ist öffentlich einsehbar. Nicht anerkannte Stämme und Nicht-Status-Indianer werden hier nicht aufgeführt.
Den Status als Indianerin konnte eine Frau durch Heiraten eines Nicht-Status-Indianers (Non-Status Indian) verlieren. Auch die Kinder aus solchen Verbindungen, ob ehelich oder nicht-ehelich, waren ohne diesen Status. Noch komplizierter war die Situation derjenigen, deren Mutter und Großmutter väterlicherseits keine Status-Indianer waren: Sie verloren ihren Status bei Erreichen der Volljährigkeit mit 21 Jahren. Darüber hinaus konnte bis 1960 nur auf Staatsebene wählen, wer Nicht-Status-Indianer war.
Bis auf die letzte Regelung, die Indianern praktisch das Wahlrecht vorenthielt, blieben diese Bestimmungen, die nach und nach dem überwiegenden Teil der Indianer ihren Status entzogen hätten, bis 1985 in Kraft.
Umstritten ist unter Juristen, ob die Gesetze der Provinzen die Indianergesetzgebung brechen. Dies geht auf Section 88 des Indian Act zurück, in der allgemeine Bestimmungen, die nicht nur die Indianer betreffen, Bestimmungen des Indianergesetzes brechen können.

## Ergänzungen und Änderungen
Eine Reihe von Änderungen, die „Amendments“ genannt werden, passten das Gesetz mit Blick auf verschiedene Bereiche an. Dabei wurden Rechte der Indianer bis in die unmittelbare Nachkriegszeit in vielerlei Hinsicht eingeschränkt. 

### Bis zum Ende des Zweiten Weltkriegs
1881 wurden die Rechte des Indianerdepartments insofern erweitert, als auch Indianeragenten Regulierungen durchsetzen durften, was im nächsten Jahr dahingehend vereinfacht wurde, als sie die gleichen Rechte haben sollten, wie Magistrate.

#### Ökonomische Regelungen
Ohne Erlaubnis durften Produkte der Landwirtschaft nur noch mit Genehmigung der Indianeragenten verkauft werden, eine Bestimmung, die bis heute Gültigkeit beansprucht, wenn sie auch nicht umgesetzt wird.

#### Rechte der Stammesführer
1884 wurde bestimmt, dass einmal abgesetzte Stammesführer (band leaders) nicht wiedergewählt werden durften. Ab 1920 konnte das Department of Indian Affairs die Rechtsprechung der Traditionellen Häuptlinge aufheben. 1936 erhielten die Indianeragenten das Recht, die Zusammenkünfte der Stammesräte zu lenken und bei Stimmengleichheit die Entscheidung zu treffen.

#### Eingriffe in die Traditionen
1885 folgte das Verbot des Potlatch an der Nordwestküste und allgemein religiöser, öffentlicher Zeremonien. Ab 1914 durften die westlichen Indianer sogar nur noch mit offizieller Erlaubnis in „aboriginal costume“, also in traditioneller Kleidung, bei Tänzen, Darbietungen („Shows“), Ausstellungen, Festumzügen o. ä. auftreten.

#### Reservate
1894 stärkte eine Gesetzesänderung die Rechte der Nicht-Indianer, die in Reservaten lebten. Sie unterlagen fortan nicht mehr der Kontrolle durch den Stamm, dem das Reservat gehörte, sondern dem Superintendent-General of Indian Affairs.
Einen der drastischsten Einschnitte stellt das Amendment von 1905 dar, das es gestattete, Ureinwohner (aboriginal people) aus Reservaten zu entfernen, die in der Nähe von Städten mit mehr als 8.000 Einwohnern lagen. Stammesangehörige, die das Land verließen, sollten 50 % des Verkaufspreises für das Land erhalten (1906). 1911 wurde jeder Municipality (eine nicht in allen Provinzen übereinstimmend definierte Regierungseinheit der unteren Ebene, städtisch wie ländlich) und jedem Unternehmen erlaubt, für Straßen, Eisenbahnbauten und andere öffentliche Bauwerke Reservatsland einzuziehen – ohne Kompensation. Ab 1918 durfte der Superintendent-General unbearbeitetes Land an Nicht-Ureinwohner verpachten, wenn diese es für Landbau oder Weiden brauchten.

#### Statusbestimmung
1920 konnte das Indianer-Department jedem den Status als Indianer entziehen, bei dem es ihm sinnvoll erschien. Zwar wurde die Gesetzesänderung schon 1922 wieder aufgehoben, doch 1933 wurde sie in veränderter Form wieder eingeführt.

#### Einschränkungen bei Rechtsstreitigkeiten
Ab 1927 durfte niemand Mittel einwerben, um Rechtsstreitigkeiten vor die Gerichte zu bringen. Damit wurden vor allem Landansprüche ihrer legalen Durchsetzungsmittel beraubt. Weder Rechtsvertretungen noch auch nur Mittelbeschaffung für einen Rechtsstreit waren so möglich.

#### Entmündigung bei der Lebensführung
1930 wurde dem Besitzer einer pool hall verboten, Indianer hereinzulassen, die auf diese Art ihre Zeit oder ihre Mittel zum Nachteil ihrer selbst, ihrer Familie oder ihres Haushalts verschwendeten. Dem Besitzer drohten Geld- und Gefängnisstrafen bis zu einem Monat. Ähnliche Begründungen waren schon beim Verbot der „verschwenderischen“ Potlatche herangezogen worden.

### Nach dem Zweiten Weltkrieg
Nach dem Zweiten Weltkrieg bestand das Indianergesetz zunächst unverändert, doch wurden 1951 einige Verbesserungen vorgenommen. So durften Schlachtung und Verkauf von Vieh nun ohne die Erlaubnis des zuständigen Indianeragenten vorgenommen werden. Frauen mit Indianerstatus durften nun auch bei Stammeswahlen mitwirken. Auch wurden Verbote, die den Kampf um Landrechte betrafen, aber auch die Verbote von Zeremonien wie beispielsweise dem Potlatch, aufgehoben. Schließlich wurde der automatische Verlust des Status durch Schließung einer Ehe mit Nicht-Status-Indianern beseitigt (1961).
Doch erst 1985 konnten auch Frauen, die ihren Status verloren hatten, diesen zurückgewinnen, und ihn an ihre Kinder weitergeben – wenn auch nicht an ihre Enkel. Dabei wurde folgendermaßen differenziert: Die Nachkommen eines Paares, bei dem einer vollen Status besaß, der andere aber nicht, sollten einen Halbstatus bekommen. Doch wenn das Kind wiederum einen Partner mit Halbstatus heiratete, so verloren deren Kinder ihren Status. Heiratete sie oder er jedoch einen Voll-Status-Indianer, resp. -Indianerin, so erhielten auch ihre Kinder den vollen Status. Um nicht den Eindruck einer rassistischen Gesetzgebung zu erwecken – „blood quantum“ –, sprach man nun von einer „Zwei-Generationen-Ausschluss-Klausel“ (two generation cut-off clause). Sandra Lovelace Nicholas, Angehörige der Maliseet von Tibique-Mactaquac, brachte die Frage vor das Menschenrechtskomitee der Vereinten Nationen (1981) und erzwang so diese Anpassung.
Seit 2000 dürfen auch Stammesangehörige, die außerhalb des Reservats leben, an Wahlen und Abstimmungen ihres Stammes teilnehmen.